# Florencio Coronado Romaní
Florencio Coronado Romaní, (Caja, 23 de mayo de 1908 - Lima, 27 de febrero de 2006) fue un sacerdote redentorista peruano Obispo de Huancavelica entre 1956 y 1982.

## Biografía
En su comarca andina natal conoció de niño a los misioneros redentoristas de origen francés que predicaban de forma itinerante por los pueblos de la sierra peruana. A los 14 años dejó su casa paterna para hacerse misionero. 
Luego de realizar en Perú su primera formación fue enviado a Francia a completar sus estudios sacerdotales y se ordenó en Bélgica el 18 de septiembre de 1938. De nuevo en Perú, trabajó de modo abnegado recorriendo pueblos y comunidades de los Andes centrales hasta que, en 1954, fue nombrado Administrador diocesano de la sede vacante de Huancavelica. En 1956 fue consagrado Obispo de dicha sede, que ocupó hasta que presentó su renuncia al cumplir 75 años, tal como lo establece el Derecho canónico.
Como obispo también ejerció su ministerio pastoral con una dedicación y amor por su pueblo, con el que se comunicaba de una manera directa y sencilla. Se lo ha reconocido de manera especial por su ardua tarea en la traducción de la Biblia al quechua, como así también el Misal y el Ritual de los Sacramentos. Sin embargo, su obra más popular y difundida es el Janaq Pacha Ñan (Hanaq Pacha Ñan, literalmente: Camino a la Tierra de Arriba, o Camino al Cielo), un devocionario catequético que contiene una recopilación de cantos populares en quechua transmitidos, muchos de ellos, en forma oral por varias generaciones. En reconocimiento por toda su obra fue nombrado Obispo Emérito de Huancavelica y en enero del 2005 recibió la Medalla de Oro de Santo Toribio de Mogrovejo.
Con su sucesor en la sede de Huancavelica, el Obispo Demetrio Molloy trabajó en la traducción de la Biblia hasta pocos años antes de su muerte. Pasó los últimos años de su vida en Huanta, trabajando hasta el final junto con Alberto Barbosa, sacerdote quechuaparlante, quien fue su colaborador más cercano.

## Obras
- Sagrada Biblia quechua-castellano. Edición quechua realizada por Mons. Florencio Coronado C.Ss.R. Edición castellana tomada de la Biblia Argentina "El libro del Pueblo de Dios". Diócesis de Huancavelica. Dickinson Press, Grand Rapids (Míchigan, USA) 2002. 2500 pp.
- Janacc Pacha Ñan. Padre Redentoristacunapa ccellcasccan. Revisada y ampliada por Monseñor Florencio Coronado Romaní C Ss.R. Décima quinta edición revisada y ampliada. Lima, 2012. 707 pp.